# Phelipanche resedarum
Phelipanche resedarum är en snyltrotsväxtart som beskrevs av Helmut Carlón, G.Gómez, M.Laínz, Moreno Mor.ó.Sánchez och Schneew.. Phelipanche resedarum ingår i släktet Phelipanche och familjen snyltrotsväxter. Inga underarter finns listade i Catalogue of Life.